# BE HAPPY (PERSONZの曲)
「BE HAPPY」（ビーハッピー）は、日本のロックバンド、PERSONZの2枚目のシングルである。

## 収録曲
1. BE HAPPY
作詞：JILL / 作曲：渡邉貢 / 編曲：PERSONZ
2. RESTLESS SUNDAY
作詞：JILL / 作曲：本田毅 / 編曲：PERSONZ

## 品番
- CDS：10CH-22
- S：07BA-6
- SC：10SB-6

## Whiteberryのカバー・シングル
2002年にWhiteberryによるカバー・シングルが発売されている。
NHK教育テレビのドラマ『どっちがどっち!』の挿入歌に使用された。カップリングの「生まれ変わってもアタシでいたい」（作詞：川村恵里加 / 作曲：馬場一嘉）は、同番組の主題歌である。